# 華夏航科國際
華夏航科國際股份有限公司（英語：Dynasty Aerotech International Corp.）簡稱華夏，是台灣一家地勤服務公司，主要服務母公司中華航空，業務內容為機上耳機，航空貨櫃輪盤維修，機身、機內清潔等項目。。

## 外部連結
- 華夏航科 （页面存档备份，存于）（繁體中文）